# آبله میمون
آبلهٔ میمون (انگلیسی: Monkeypox) یک بیماری عفونی واگیرا ناشی از ویروس آبلهٔ میمون است که می‌تواند در برخی از جانوران و نیز انسان ایجاد شود. نشانه‌های آن با تب، سردرد، دردهای ماهیچه‌ای، لنفادنوپاتی و احساس خستگی آغاز می‌شود. به دنبال آن دانه‌هایی ایجاد می‌شوند که تاول‌ها و پوسته‌ها را روی آن ایجاد می‌کند. دوره نهفتگی آن حدود ۱۰ روز و مدت زمان نشانه‌های بیماری معمولاً دو تا چهار هفته است.
آبلهٔ میمون توسط ویروس آبلهٔ میمون ایجاد می‌شود که یکی از اعضای خانوادهٔ ویروس‌های آبله است. اما شدت همه‌گیری و بیماری آن بسیار کمتر است. تشخیص ضایعه را می‌توان با آزمایش دی‌ان‌ای ویروس تأیید کرد. این بیماری می‌تواند شبیه آبله‌مرغان باشد.

## نخستین موارد
آبلهٔ میمون نخستین بار در سال ۱۹۵۸ در بین میمون‌های آزمایشگاهی در کپنهاگ دانمارک شناسایی شد. این بیماری بیشتر در مناطق دورافتاده کشورهای مرکز و غرب آفریقا در نزدیکی جنگل‌های بارانی استوایی دیده شده است. بنابر همین موقعیت مکانی، ویروس آبلهٔ میمون به دو سویهٔ اصلی آفریقای غربی و آفریقای مرکزی دسته‌بندی می‌شود. نخستین مورد در انسان در سال ۱۹۷۰ در جمهوری دموکراتیک کنگو یافت شد.

## دنیاگیری
همه‌گیری بیماری در ایالات متحده در سال ۲۰۰۳ در فروشگاه حیوانات خانگی که در آن جوندگان وارداتی از غنا فروخته می‌شد ردیابی شد. در مجموع ۸۱ مورد گزارش شدکه هیچ‌کدام منجر به مرگ نشدند.
در سال ۲۰۱۷ و پس از نزدیک به ۴۰ سال نیجریه بزرگ‌ترین همه‌گیری ثبت شده را تجربه کرد. این کشور ۱۷۲ مورد مشکوک به آبلهٔ میمون را گزارش کرده که ۷۵ درصد قربانیان را مردان بین ۲۱ تا ۴۰ سال تشکیل می‌دادند.
همه‌گیری آبلهٔ میمون در ۲۰۲۲ نشان‌دهندهٔ نخستین همه‌گیری انتقال گستردهٔ جامعه در خارج از آفریقا است که در مه ۲۰۲۲ در بریتانیا آغاز شد و موارد بعدی در اروپا، آمریکای شمالی و استرالیا تأیید شد.

## علائم و نشانه‌ها
نشانه‌های اولیهٔ آبلهٔ میمون شامل تب، سردرد، ورم، کمردرد، درد ماهیچه‌ها و بی‌حالی عمومی می‌شوند. با آغاز تب، التهاب‌های پوستی و جوش صورت ایجاد می‌شود و سپس به سایر قسمت‌های بدن، معمولاً کف دست‌ها و کف پا گسترش می‌یابند. این جوش‌ها که می‌توانند خارش زیادی ایجاد کنند چندین بار تغییر حالت می‌دهند تا در نهایت یک جای زخم ایجاد می‌شود که بعداً می‌ریزد. ضایعات می‌توانند باعث باقی ماندن جای زخم شوند.
عفونت آبلهٔ میمون معمولاً بین ۱۴ تا ۲۱ روز طول می‌کشد و خودبه‌خود برطرف می‌شود.
عوارض
عوارض آبله میمونی شامل عفونت‌های ثانویه، ذات الریه، سپتیسمی، آنسفالیت و از دست دادن بینایی به دنبال عفونت قرنیه است.. افرادی که سیستم ایمنی ضعیفی دارند، چه به دلیل دارو، شرایط پزشکی یا HIV، احتمال بیشتری دارد که به موارد شدید این بیماری مبتلا شوند. اگر عفونت در دوران بارداری رخ دهد، ممکن است منجر به مرده‌زایی یا سایر عوارض شود.

## گسترش
هر فردی که در معرض ویروس آبلهٔ میمون قرار بگیرد می‌تواند به این بیماری مبتلا شود. این ویروس می‌تواند از طریق زخم، دستگاه تنفسی، چشم، بینی یا دهان وارد بدن شود. هرچند تماس مستقیم در آمیزش جنسی یکی از راه‌های ابتلا است اما این بیماری به عنوان یک بیماری آمیزشی شناخته نمی‌شود.
آبلهٔ میمون ممکن است از دست زدن به گوشت شکار، نیش یا خراش جانوران، مایعات بدن، اشیاء آلوده یا تماس نزدیک با فرد آلوده منتقل شود. این ویروس به‌طور معمول در بین جوندگان خاص در آفریقا گردش می‌کند.
تماس با جانوران آلوده یا اشیاء آلوده به ویروس باعث انتقال بیماری می‌شود.

## درمان
هیچ درمانی برای آبلهٔ میمون وجود ندارد اما با پیشگیری از سرایت، می‌توان از گسترش آن جلوگیری کرد. واکسن آبله می‌تواند با ۸۵ درصد اثربخشی از عفونت جلوگیری کند. در سال ۲۰۱۹ واکسن Jynneos برای مقابله با آبلهٔ میمون برای بزرگسالان در ایالات متحده تأیید شد. استاندارد کنونی برای درمان، تکوویریمات است، یک آنتی‌ویروس که به‌طور خاص برای درمان عفونت‌های ارتوپاکس‌ویروس، ویروس‌هایی مانند آبله و آبلهٔ میمون در نظر گرفته شده است. این دارو برای درمان آبلهٔ میمون در اتحادیه اروپا و ایالات متحده تأیید شده است. سیدوفوویر یا برین‌سیدوفوویر نیز ممکن است مفید باشد. در آفریقا گزارش‌های مربوط به خطر مرگ در صورت عدم درمان به ۱۰ تا ۱۱ درصد در سویهٔ آبلهٔ میمون آفریقای مرکزی می‌رسد.
درمان بیماری آبلهٔ میمون شامل:
مصرف مایعات
مصرف داروی ضد ویروس تکوویریمات
مصرف داروهای تب‌بر
استفاده از پمادهای ضد خارش هنگام بروز خارش روی بثورات